# 太刀洗
太刀洗（たちあらい）は筑後国の地名。現在の福岡県三井郡大刀洗町（明治維新の際「点」が抜けてしまった）にあたる。
文和17年(1359年) 懐良親王・菊池武光と少弐頼尚との筑後大保原での決戦(筑後川の戦い)ののち、傷ついた菊池武光が、刀についた血糊を川で洗ったとされるところが、筑後国太刀洗である。
この言い伝えに基づく史跡が「史跡 菊池武光公太刀洗伝承之地」として甘木鉄道山隈駅の近くに整備されている。
大刀洗町公園には武光の銅像がある。
昭和の戦時中末期、菊池千本槍と共にプロパガンダ映画『菊池千本槍シドニー特別特攻隊』(菊池寛企画原作)に流用された。